# Worstelen op de Olympische Zomerspelen 1956
Worstelen is een van de sporten die beoefend werden tijdens de Olympische Zomerspelen 1956 in Melbourne.

## Heren

### Grieks-Romeins

#### vlieggewicht (tot 52 kg)
| rang   | sporter            | land |
| ------ | ------------------ | ---- |
| Goud   | Nikolai Solovjov   | URS  |
| Zilver | Ignazio Fabra      | ITA  |
| Brons  | Dursun Ali Eğribaş | TUR  |
| 4      | Dumitru Pîrvulescu | ROU  |
| 5      | István Baranya     | HUN  |
| 6      | Borivoje Vukov     | YUG  |
| 7      | Maurice Mewis      | BEL  |
| 8      | Bengt Johansson    | SWE  |

#### bantamgewicht (tot 57 kg)
| rang   | sporter               | land |
| ------ | --------------------- | ---- |
| Goud   | Konstantin Vyroepajev | URS  |
| Zilver | Edvin Vesterby        | SWE  |
| Brons  | Francisc Horvath      | ROU  |
| 4      | Imre Hódos            | HUN  |
| 5      | Fred Kämmerer         | EUA  |
| 6      | Dinko Petrov          | BUL  |
| 7      | Adolfo Díaz           | ARG  |
| 8      | Kent Townley          | USA  |

#### vedergewicht (tot 62 kg)
| rang   | sporter          | land |
| ------ | ---------------- | ---- |
| Goud   | Rauno Mäkinen    | FIN  |
| Zilver | Imre Polyák      | HUN  |
| Brons  | Roman Dzneladze  | URS  |
| 4      | Müzahir Sille    | TUR  |
| 5      | Gunnar Håkansson | SWE  |
| 6      | Umberto Trippa   | ITA  |
| 7      | Ion Popescu      | ROU  |
| 8      | Roger Bielle     | FRA  |

#### lichtgewicht (tot 67 kg)
| rang   | sporter               | land |
| ------ | --------------------- | ---- |
| Goud   | Kyösti Lehtonen       | FIN  |
| Zilver | Rıza Doğan            | TUR  |
| Brons  | Gyula Tóth            | HUN  |
| 4      | Bartholomäus Brötzner | AUT  |
| 5      | Dimitar Jantsjev      | BUL  |
| 6      | Dumitru Gheorghe      | ROU  |
| 7      | Vladimir Rosin        | URS  |
| 8      | Juan Angel Rolon      | ARG  |

#### weltergewicht (tot 73 kg)
| rang   | sporter                  | land |
| ------ | ------------------------ | ---- |
| Goud   | Mithat Bayrak            | TUR  |
| Zilver | Vladimir Manejev         | URS  |
| Brons  | Per Berlin               | SWE  |
| 4      | Veikko Rantanen          | FIN  |
| 5      | James Holt               | USA  |
| 5      | Siegfried Schäfer        | EUA  |
| 7      | Miklós Szilvási          | HUN  |
| 8      | Mitiou Gospodinov Petkov | BUL  |

#### middengewicht (tot 79 kg)
| rang   | sporter        | land |
| ------ | -------------- | ---- |
| Goud   | Givi Kartozija | URS  |
| Zilver | Dimitar Dobrev | BUL  |
| Brons  | Rune Jansson   | SWE  |
| 4      | Johann Sterr   | EUA  |
| 5      | György Gurics  | HUN  |
| 6      | Viljo Punkari  | FIN  |
| 7      | James Peckham  | USA  |
| 8      | Ismet Atli     | TUR  |

#### halfzwaargewicht (tot 87 kg)
| rang   | sporter            | land |
| ------ | ------------------ | ---- |
| Goud   | Valentin Nikolajev | URS  |
| Zilver | Petko Sirakov      | BUL  |
| Brons  | Karl-Erik Nilsson  | SWE  |
| 4      | Robert Steckle     | CAN  |
| 5      | Dale Thomas        | USA  |
| 6      | Eugen Wiesberger   | AUT  |
| 7      | Veikko Lahti       | FIN  |
| 8      | Adil Atan          | TUR  |

#### zwaargewicht (boven 87 kg)
| rang   | sporter             | land |
| ------ | ------------------- | ---- |
| Goud   | Anatoli Parfenov    | URS  |
| Zilver | Wilfried Dietrich   | EUA  |
| Brons  | Adelmo Bulgarelli   | ITA  |
| 4      | Hamit Kaplan        | TUR  |
| 5      | Bertil Antonsson    | SWE  |
| 6      | Taisto Kangasniemi  | FIN  |
| 7      | Antonios Georgoulis | GRE  |
| 7      | Joessein Mehmedov   | BUL  |

### Vrije stijl

#### vlieggewicht (tot 52 kg)
| rang   | sporter                   | land |
| ------ | ------------------------- | ---- |
| Goud   | Mirian Tsakalamanidze     | URS  |
| Zilver | Mohammad Ali Khojastepour | IRI  |
| Brons  | Hüseyin Akbaş             | TUR  |
| 4      | Tadashi Asai              | JPN  |
| 5      | Richard Delgado           | USA  |
| 5      | André Zoete               | FRA  |
| 7      | Abdul Aziz                | PAK  |
| 7      | Baban Dharamaji Daware    | IND  |

#### bantamgewicht (tot 57 kg)
| rang   | sporter                | land |
| ------ | ---------------------- | ---- |
| Goud   | Mustafa Dağıstanlı     | TUR  |
| Zilver | Mohamad Mehdi Yaghoubi | IRI  |
| Brons  | Mikhail Sjakhov        | URS  |
| 4      | Lee Sang-kyoon         | KOR  |
| 5      | Minoru lizuka          | JPN  |
| 6      | Fred Kämmerer          | EUA  |
| 7      | Din Zahur              | PAK  |
| 8      | Adolfo Díaz            | ARG  |
| 8      | Tarakeshwar Pandey     | IND  |

#### vedergewicht (tot 62 kg)
| rang   | sporter           | land |
| ------ | ----------------- | ---- |
| Goud   | Shozo Sasahara    | JPN  |
| Zilver | Joseph Mewis      | BEL  |
| Brons  | Erkki Penttilä    | FIN  |
| 4      | Myron Roderick    | USA  |
| 4      | Bayram Şit        | TUR  |
| 6      | Nasser Guivegtchi | IRI  |
| 6      | Linar Salimoellin | URS  |
| 8      | Ram Sarup         | IND  |

#### lichtgewicht (tot 67 kg)
| rang   | sporter              | land |
| ------ | -------------------- | ---- |
| Goud   | Imam-Ali Habibi      | IRI  |
| Zilver | Shigeru Kasahara     | JPN  |
| Brons  | Alimbeg Bestajev     | URS  |
| 4      | Gyula Tóth           | HUN  |
| 5      | Jay Thomas Evans     | USA  |
| 6      | Garibaldo Nizzola    | ITA  |
| 6      | Mario Tovar González | MEX  |
| 8      | Muhammad Ashraf      | PAK  |

#### weltergewicht (tot 73 kg)
| rang   | sporter                  | land |
| ------ | ------------------------ | ---- |
| Goud   | Mitsuo Ikeda             | JPN  |
| Zilver | İbrahim Zengin           | TUR  |
| Brons  | Vakhtang Balavadze       | URS  |
| 4      | Per Berlin               | SWE  |
| 4      | Nabi Sorouri             | IRI  |
| 4      | Coenraad de Villiers     | RSA  |
| 7      | Mitiou Gospodinov Petkov | BUL  |
| 8      | Ernest Fischer           | USA  |

#### middengewicht (tot 79 kg)
| rang   | sporter           | land |
| ------ | ----------------- | ---- |
| Goud   | Nikola Stantsjev  | BUL  |
| Zilver | Daniel Hodge      | USA  |
| Brons  | Georgi Sjirtladze | URS  |
| 4      | Ismet Atli        | TUR  |
| 5      | Kazuo Katsuramoto | JPN  |
| 5      | Johann Sterr      | EUA  |
| 7      | Bengt Lindblad    | SWE  |
| 7      | Abbas Zandi       | IRI  |

#### halfzwaargewicht (tot 87 kg)
| rang   | sporter            | land |
| ------ | ------------------ | ---- |
| Goud   | Gholam Reza Takhti | IRI  |
| Zilver | Boris Koelajev     | URS  |
| Brons  | Peter Blair        | USA  |
| 4      | Gerald Martina     | IRL  |
| 5      | Adil Atan          | TUR  |
| 5      | Kevin Coote        | AUS  |
| 7      | Mitsuhiro Ohira    | JPN  |
| 7      | Viking Palm        | SWE  |
| 7      | Jacob Theron       | RSA  |

#### zwaargewicht (boven 87 kg)
| rang   | sporter            | land |
| ------ | ------------------ | ---- |
| Goud   | Hamit Kaplan       | TUR  |
| Zilver | Joessein Mehmedov  | BUL  |
| Brons  | Taisto Kangasniemi | FIN  |
| 4      | Ray Mitchell       | AUS  |
| 4      | Kenneth Richmond   | GBR  |
| 6      | Ivan Vykhristjoek  | URS  |
| 7      | William Kerslake   | USA  |
| 8      | Saburo Nakao       | EUA  |

## Medaillespiegel
| rang   | land               | goud | zilver | brons | totaal |
| ------ | ------------------ | ---- | ------ | ----- | ------ |
| 1      | Sovjet-Unie        | 6    | 2      | 5     | 13     |
| 2      | Turkije            | 3    | 2      | 2     | 7      |
| 3      | Iran               | 2    | 2      | 0     | 4      |
| 4      | Japan              | 2    | 1      | 0     | 3      |
| 5      | Finland            | 2    | 0      | 2     | 4      |
| 6      | Bulgarije          | 1    | 3      | 0     | 4      |
| 7      | Zweden             | 0    | 1      | 3     | 4      |
| 8      | Hongarije          | 0    | 1      | 1     | 2      |
| 8      | Italië             | 0    | 1      | 1     | 2      |
| 8      | Verenigde Staten   | 0    | 1      | 1     | 2      |
| 11     | België             | 0    | 1      | 0     | 1      |
| 11     | Duits eenheidsteam | 0    | 1      | 0     | 1      |
| 13     | Roemenië           | 0    | 0      | 1     | 1      |
| totaal | totaal             | 16   | 16     | 16    | 48     |